# Ilja Muromez (Schiff, 1942)
Die Ilja Muromez war ein sowjetischer Eisbrecher, der ursprünglich als Eisbär für die deutsche Kriegsmarine im Zweiten Weltkrieg gebaut wurde. Nach dem Krieg wurde das Schiff als Kriegsbeute an die Sowjetunion ausgeliefert und diente dort unter dem Namen Ilja Muromez.

## Bau und technische Daten
Das Schiff wurde auf der Eriksbergs Mekaniska Verkstad, Göteborg, Schweden, mit der Baunummer 319 für die Kriegsmarine gebaut. Es lief am 20. Oktober 1941 vom Stapel und wurde am 1. Februar 1942 in Dienst gestellt. Das Schiff war 56,90 m lang und 15,00 m breit und hatte maximal 6,35 m Tiefgang. Die Wasserverdrängung betrug 1918 t (Standard) bzw. ca. 2500 t (voll ausgerüstet). Die Maschinenanlage bestand aus zwei Verbunddampfmaschinen mit dreifacher Dampfdehnung, die zusammen 3300 PSi leisteten, und zwei Schrauben. Anders als die Eisvogel hatte die Eisbär eine Bugschraube, was sich beim Eisbrechen in der Ostsee bewährt hatte. Die Höchstgeschwindigkeit betrug 13 Knoten. Die Bewaffnung bestand aus zwei 3,7-cm-Flak 37 in Einzellafetten, und die Besatzung zählte 61 Mann.

## Laufbahn
Das Schiff, anfangs ungewöhnlich pannenbehaftet, diente in der Ostsee und in dänischen und norwegischen Gewässern als Eisbrecher, Schlepper und Geleitboot. Nach Kriegsende wurde es der Sowjetunion als Kriegsbeute zugesprochen und am 2. September 1946 von der Hauptverwaltung Nördlicher Seeweg beim Rat der Volkskommissare mit dem neuen Namen Ilja Muromez (russisch Илья Муромец; benannt nach dem russischen Bogatyr Ilja Muromez) und der Registrier-Nummer M-1591 in Dienst gestellt. Das Rufzeichen war UPXG. 1957 wurde die Ilja Muromez (IMO-Nummer 6805000) nach Wladiwostok verlegt, wo sie als Hafeneisbrecher und Schlepper für die Far-Eastern Shipping Company (FESCO; russisch Дальневосточное морское пароходство) im Einsatz war. Das Schiff wurde 1979 ausgemustert und 1981 abgewrackt.